# Mark Douglas-Home
Mark Douglas-Home (* 1951) ist ein britischer Journalist und Schriftsteller. 

## Leben
Bevor er Kriminalromane schrieb, arbeitete Mark Douglas-Home für verschiedene britische Zeitungen. Von 1986 bis 1990 war er Schottlandkorrespondent des Independent, später Redakteur beim Scotsman und stellvertretender Herausgeber bei Scotland on Sunday. Danach war er als Herausgeber der Sunday Times Scotland und des Herald tätig.
Douglas-Home ist verheiratet und hat zwei Kinder. Er lebt in Edinburgh.

## Werke
- Sea Detective – ein Grab in den Wellen (The sea detective), dt. von Stefan Lux. Rowohlt, Reinbek bei Hamburg 2017, ISBN 978-3-499-27246-2
- Sea Detective – der Sog der Tiefe (The woman who walked into the sea), dt. von Stefan Lux. Rowohlt, Reinbek bei Hamburg 2017, ISBN 978-3-499-27247-9